# オスカー・フレンツェル
オスカー・フレンツェル（Oskar Frenzel、1855年11月12日 - 1915年5月15日）はドイツの画家である。家畜のいる風景画を描いた。

## 略歴
ベルリンで生まれた。版画家（リトグラファー）になり、版画家の仕事のかたわら、1879年からベルリン美術工芸学校(Unterrichtsanstalt des Kunstgewerbemuseums Berlin)の夜間コースで動物画や風景画を学んだ。1884年から1889年の間はベルリンの美術アカデミーで、パウル・フリードリヒ・マイヤーハイムやオイゲン・ブラヒトに学んだ。1889年に仲間の画家、パウル・ミューラー＝ケンプフとバルト海沿岸の漁村、アーレンスホープを「発見し」、アーレンスホープは多くの画家が訪れ、風景を描く場所となった。
ベルリンの展覧会で賞を受けた後、1896年の国際美術展で金賞を受賞した。1898年に「ベルリン分離派」の創立メンバーとなり、理事会のメンバーとなった。1902年に「分離派」を脱退し、1904年にプロイセン美術アカデミー(Preußische Akademie der Künste)の会員となった 。
フレンツェルの作品はベルリンの旧国立美術館やミュンヘンのノイエ・ピナコテークなどに収蔵されている。

## 作品

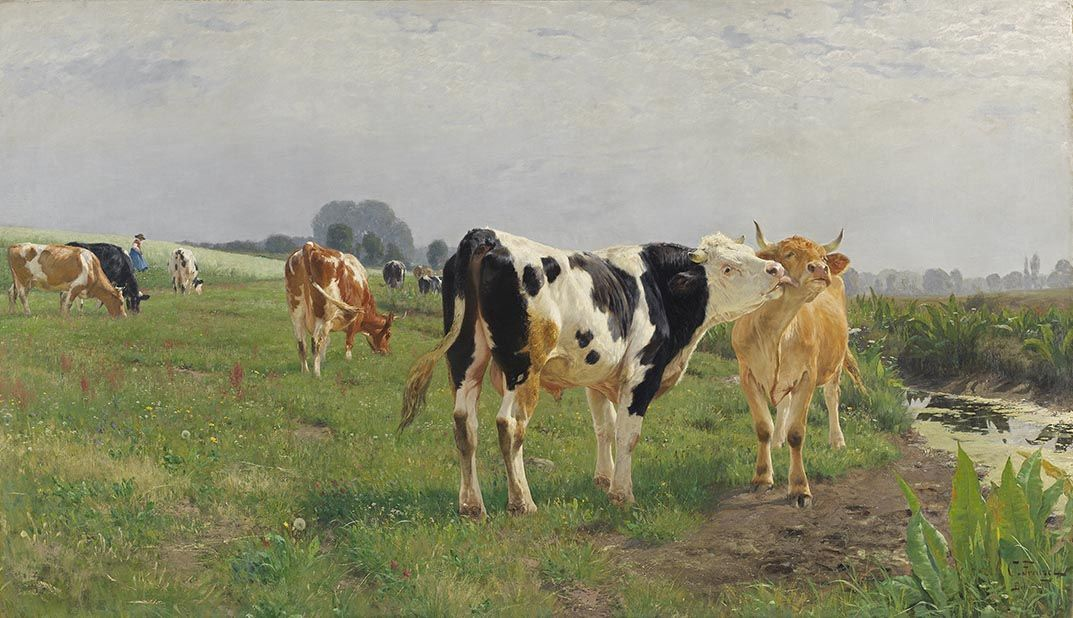
動物画 (1889)
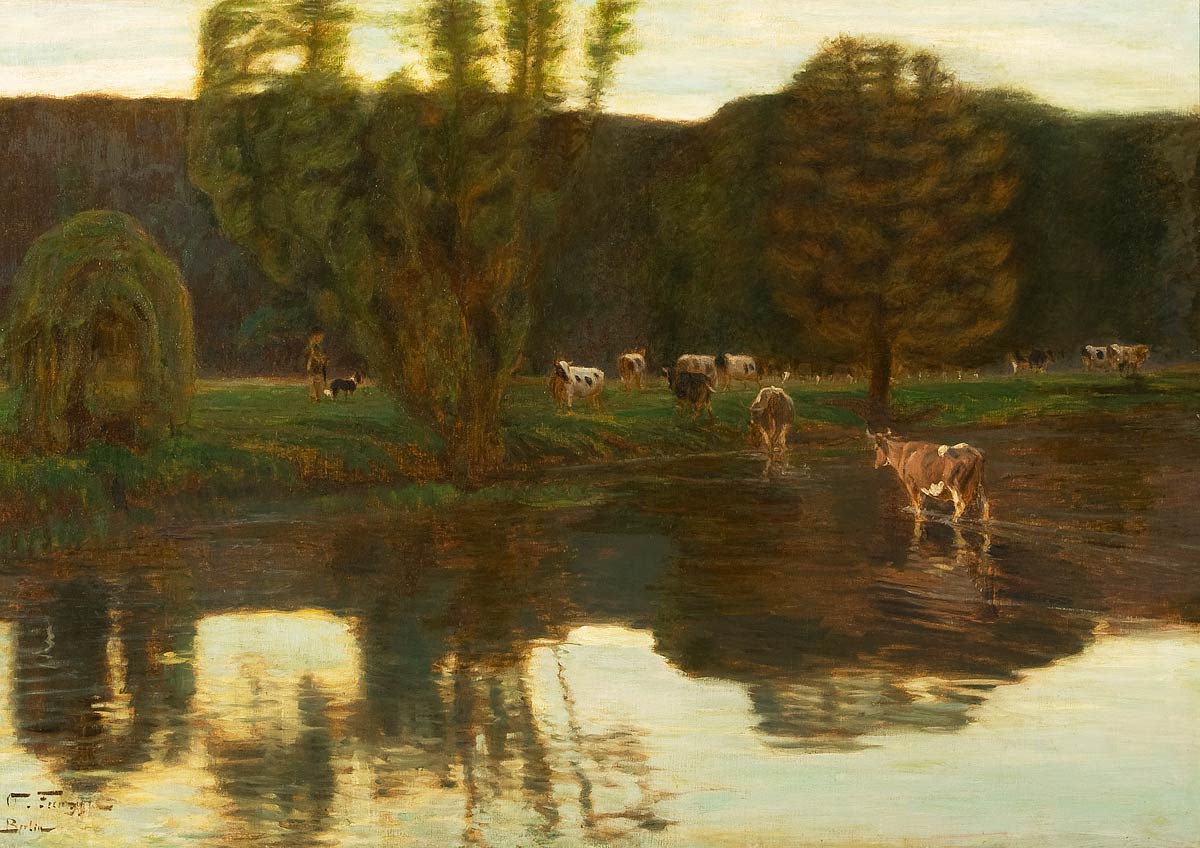
浅瀬の牛
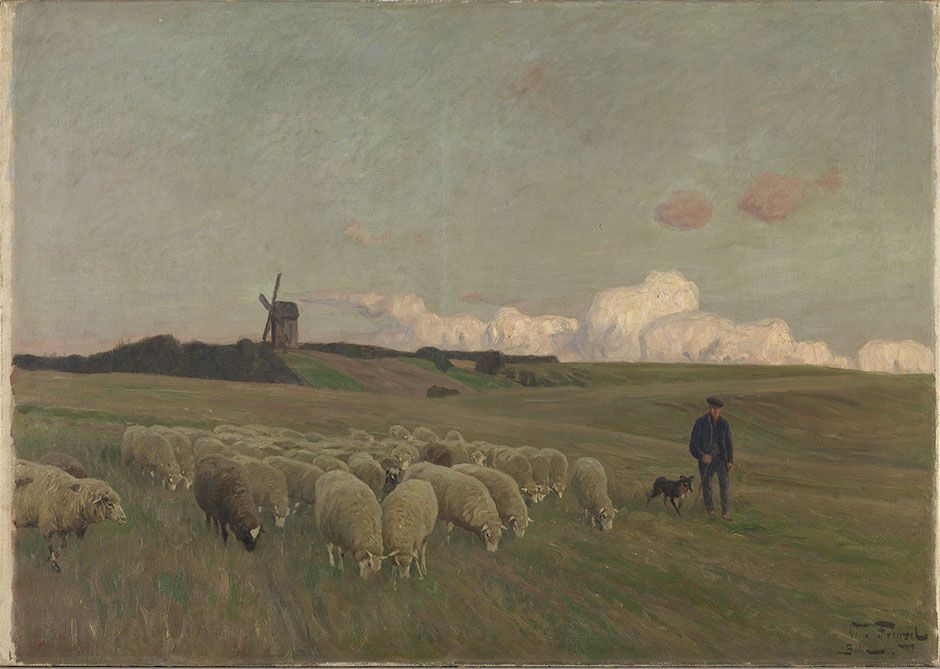
刈り取られた野原を超えて (c.1907)